# Порт (рачунарска мрежа)
За физичке портове погледајте Рачунарски порт (хардвер)
У рачунарској мрежи порт је софтверски задат канал којим комуницирају апликације путем рачунарских мрежа. Овај канал на једној од страна комуникације представљен је јединственим бројем који користе протоколи транспортног слоја ОСИ модел у циљу разликовања (раздвајања), идентификације и праћења комуникације апликација.
Протоколи TCP и UDP наводе бројеве потова у својим заглављима као изворишни и одредишни порт. При клијент/сервер комуникацији изворишни порт представља број порта који означава апликацију која иницира комуникацију, док одредишни порт означава статички број порта сервиса на серверу. Клијенти динамички бирају број порта за сваку конверзацију.
Као и при одређивању различитих адресних стандарда ИАНА (енгл. Internet Assigned Numbers Authority) је организација која је одговорна и за доделу стандардних бројева портова. Навешћемо типове и неке од најпознатијих придружених апликацијама или протоколима виших нивоа.
| Групе портова | Статички портови | Статички портови | Статички портови | Резервисани портови | Резервисани портови    | Резервисани портови | Динамички портови |
| Опсези        | 0 - 1023         | 0 - 1023         | 0 - 1023         | 1024 - 49151        | 1024 - 49151           | 1024 - 49151        | 49152 - 65535     |
| Неки примери  | 20,21            | FTP              | TCP              | 1214                | Kazaa                  | TCP                 |                   |
| Неки примери  | 23               | Telnet           | TCP              | 1503                | Windows Live Messenger | TCP                 |                   |
| Неки примери  | 26               | SMTP             | TCP              | 4224                | CDP                    | TCP                 |                   |
| Неки примери  | 53               | DNS              | UDP              | 5050                | Yahoo! Messenger       | TCP                 |                   |
| Неки примери  | 67               | DHCP             | UDP              | 5060                | SIP                    | TCP                 |                   |
| Неки примери  | 80               | HTTP             | TCP              | 6346                | Gnutella               | TCP                 |                   |